# 2005 HC4
2005 HC4は、アポロ群に属する小惑星の1つである。
2005 HC4は、2012年現在知られている中で、近日点が最も太陽に近い小惑星である。近日点距離は1060万km (0.0709AU) であるが、太陽半径は約70万kmなので、太陽の表面から約990万kmのところを通過することになる。これは、惑星の中で最も内側を公転する水星の近日点距離の約22%しかない。ただし、軌道のデータ精度はやや低く、2005 HC4や、その次に近日点距離が小さい 2008 FF5 (0.0792AU)は、その次に小さい2006 HY51 (0.0805AU) よりも精度が数桁低い。また、サングレーザーや、その中のクロイツ群に含まれる彗星はより近日点が近いものもある。例えばラヴジョイ彗星 (C/2011 W3) は、太陽の表面から13万kmを通過し、しかも蒸発や衝突をせず生き延びている。
2005 HC4の軌道はかなり極端であり、離心率が0.96もある。そのため、軌道長半径は火星より大きく、遠日点は小惑星帯の外側である。

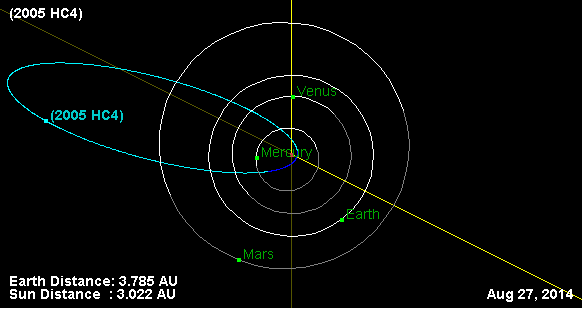
の軌道

近日点において 2005 HC4の表面温度がどうなるかは、アルベドが判明していないので不明であるが、仮に似た軌道を持つイカルスと同じ0.4と仮定して計算すると648℃ (921K) となる。
軌道が水星から火星までの軌道をまたぎ、軌道傾斜角も小さいため、潜在的にこれらの惑星と衝突する可能性がある。ただし、軌道データの精度が低いため、詳しいことはわかっていない。